# Neoallocotocera forcipata
Neoallocotocera forcipata är en tvåvingeart som först beskrevs av Tonnoir och Edwards 1927.  Neoallocotocera forcipata ingår i släktet Neoallocotocera och familjen svampmyggor. Inga underarter finns listade i Catalogue of Life.